# Попівці (Логойський район)
Попівці (біл. Папоўци) — село Білорусі, у Логойському районі Мінської області, підпорядковане Ізбищенській сільській раді.
Село розташоване в північній частині Мінської області.